# Islamisk filosofi
Islamisk filosofi är studier i islam som syftar till att bilda harmoni mellan filosofi och religion. Att samtidigt vara filosof och muslim är kontroversiellt för somliga, som hävdar att Islam är en "uppenbar" religion. Enligt andra behöver ingen konflikt mellan filosofi och islam uppstå. Exempel på frågeställningar i muslimsk filosofi är "Vad är Guds natur?" och "Hur skall religiösa traditioner tolkas?"

## Historik

### Tidig islamisk filosofi
Under 600-900-talen lade muslimska filosofer under påverkan från äldre kulturtraditioner grunden för en vetenskaplig logik med tillhörande funderingar. Under den här perioden kan den aktuella filosofin delas in i fyra riktningar, här i kronologisk ordning. Under tidig islamsk tid var profeten Muhammed den enda auktoriteten, och tänkandet baserar sig på sunna. Kalam är en riktning som började undersöka sunna, men också vetenskap och lag, på ett djupare plan. Den Mutazilitiska skolan integrerade zoroastrisk filosofi och grekisk filosofi med islam. Under samma tid utvecklades många av islams ritualer. Den asharitiska skolan, senare, under 1100-talet, tillät filosofi inom vetenskapen men inte religionen.

### Klassisk islamisk filosofi
Muslimsk filosofi delades från ca 1200 i två grenar, kalam och falsafa.
Inom kalam intresserade man sig för Ijtihad, en metod att granska islamisk lag med grund i koranen och sunna. Diskussioner uppstod bland annat om den fria viljan. En viktig riktning inom kalam var mutakallamin, med idéer som ligger mellan det ortodoxt muslimska och icke-muslimska.
Falasafa påverkades av andra kulturer, främst grekisk filosofi, och gjorde en stor insats genom att förmedla asiatisk litteratur till Europa. Dess företrädare kritiserade mutakallamin. En känd representant för falasafa var Ibn Rushd (Averroës).
Averroës och Avicenna är de mest betydande medeltida muslimska filosoferna. De tog vara på och utvecklade arvet från antik filosofi och har en viktig plats i filosofins historia.

### Senare islamisk filosofi
Efter det politiska skiftet (från islam till kristendomen) i Europa, närmare bestämt i Spanien och Portugal avtog den muslimska filosofiska aktiviteten märkbart. Förbindelsen mellan 'väst' och 'öst' bröts på många punkter - även det tankemässiga utbytet smalnade.
Pre-modernistiska idéer levde under den här tiden starkt i Iran och Indien, logiken var ett ofta diskuterat och populärt ämne.
Post-klassisk muslimsk filosofi klassificeras ofta efter synen på fiqh, shia och sunni. Det finns samtida tänkare och filosofer som inte är ense om denna indelning. Man kan dela in filosoferna i sådana som talade om shia-tron och sådana som inte gjorde det.
Viktiga tänkare som huvudsakligen inte talade om shia:
- Abhari
- Ibn Sab'in (d. 1268)
- Kateb-e-Qaziwini
- Rashid al-Din Fazlollah
- Qutb al-din Razi
- Fakhr al-Din Razi (d. 1209)
- Iji
- Taftazani
- Jorjani

Viktiga tänkare som huvudsakligen talade om shia:
- Nasir al-Din al-Tusi (d. 1274)
- Isa'ili
- Jaldaki
- Mir Damad (d.1631)

### Modern islamisk filosofi

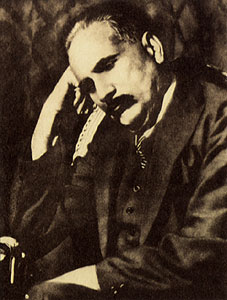
Muhammad Iqbal

En viktig filosof är Mohammad Iqbal som har reformerat och gett nytt liv åt konceptet den muslimska filosofin.
En annan viktig person är Muhammad Baqir al-Sadr som skrivit boken Falsafatuna (eng: Our Philosophy) där han bland annat kritiserar kapitalistisk och kommunistisk filosofi ur ett islamiskt perspektiv.

## Synden och den fria viljan
Diskursen inom islamisk teologi rörande människans fria vilja är tätt sammankopplad till synen på individen och synen på synden.
Kharijiterna var en grupp tog avstånd från sin ledare, den fjärde kalifen Ali, då han accepterat skiljedomen mot deras motståndare Muawiya I. De menade att det endast fanns två kategorier människor, troende och icke-troende. En troende kunde endast definieras som troende om han i allt handlade efter Guds vilja. Det innebär att en troende upphör att vara muslim, enligt kharijiterna, då han eller hon begått en allvarlig synd. Det var därför de tog avstånd från sin ledare Ali, de menade att han upphört vara muslim i och med att han syndat då han accepterade skiljedomen. Majoriteten av muslimer motsatte sig dock denna hårda ståndpunkt, och den mildare synen på relationen mellan synd och individ är den som generellt gäller än idag.
Frågan om den fria viljan uppstår i spänningarna mellan dessa ståndpunkter och i synen på synd och Gud. Frågan var om synd uppstod hos människan eller var förutbestämd av Gud.
Vissa teologer menade att människan begåvats med en fri vilja, det vill säga en fri vilja att handla och därmed även synda. De argumenterade för denna ståndpunkt genom att hänvisa till människans ansvar. Koranen beskriver en domedag där konsekvenser av människors handlande skall utdömas. De som talade för människors fria vilja menade att människan underförstått måste ha en fri vilja, annars vore det omöjligt att kräva ansvar och utdöma straff.
Under den abbasidiska dynastin utvecklades mutaziliterna till en viktig teologisk skola som talade för denna syn på den fria viljan. Deras lära och sätt att bemöta och tolka de heliga skrifterna är präglade av grekiska, hellenistiska influenser. Förnuft och rationell härledning var centrala redskap. Förutom att betona människans fria vilja formulerade de teorier rörande bland annat synen på Koranen.

## Determinism
Andra teologer menade däremot att människan inte har en fri vilja, de talar i stället om en determinism (se predestinationsläran inom islam). De betonade att Gud är allsmäktig och att människors fria vilja därmed skulle inskränka på Guds absoluta makt. En deterministisk världsbild dominerade redan innan islam på den arabiska halvön och skulle sedermera dominera islamisk teologi. Människans synder kunde med hjälp av determinismen förstås endast som en del i det gudomliga systemet och som en del av Guds vilja.
Det finns olika grader av determinism. Några menar att determinism gäller de stora generella frågorna i livet, exempelvis huruvida ett foster blir man eller kvinna eller kommer att möta framgång eller motgång i livet. En strängare grad av determinismen är att även handlandet och reaktionen på oväntade händelser är förutbestämda.